# Родоска крепост
Дворецът на Великия магистър на хоспиталиерите в Родос (на гръцки: Παλάτι του Μεγάλου Μαγίστρου), известен също като Родоска крепост или Родоски замък, е отбранително съоръжение в средновековния град Родос, бивша резиденция на великия магистър на хоспиталиерите през родоския им период.
Днес той е паметник на Световното наследство на ЮНЕСКО и музей. Крепостта е главната забележителност на остров Родос.

## История
Замъкът е построен през Средновековието от рицарите хоспиталиери. След оттеглянето на кръстоносците от Светите земи те преместват щаб-квартирата си тук. Според описанията на техни съвременници, Родоският замък е най-иновативният и най-добре защитеният от християнските замъци.
Рицарите хоспиталиери отбраняват Родос от нападенията на мюсюлманите в продължение на 213 години. Замъкът успява да устои на две големи обсади – през 1444 г. и 1480 г. Поради непристъпността си той пада почти 70 години след превземането на Константинопол през 1453 г. Допълнителни укрепления на рицарите на острова са Линдос, Фараклос и Монолитос, както и крепостта Нерация на близкия остров Кос.
По време на обсадата от 1480 г. към замъка са запращани по около 1000 оръдейни снаряда всеки ден, но той успява да устои. Въпреки това заради ограничените ресурси на неголемия и неплодороден остров, особено след нашествието на османските турци в Мала Азия, рицарите започват да изпитват недостиг на работна ръка и хранителни продукти, които вече трябва да се доставят чак от Сицилия.
През 1520 г., когато над острова отново надвисва опасност от турско нашествие, великият магистър Фабрицио дел Карето повиква от Италия известния укрепител Дела Скала, който да ремонтира и уголеми замъка. Също така по негови указания стените силно са удебелени, надстроени са няколко кули и е изкопан втори ров. Все пак Родоският замък е превзет през 1522 г. след шестмесечна обсада от 100-хилядната войска на султан Сюлейман Великолепни.
След окончателното завладяване на острова от турците през 1523 г., Родоският замък защитава турска Мала Азия до 1912 г., когато Родос попада в ръцете на италианците. През 1856 г. дворецът пострадва от експлозия. Възстановен е от италианските власти през 30-те години на XX век по заповед на Мусолини и крал Виктор Емануил II. От 1947 г. островът е в границите на Гърция.